# Alicia Morton
Alicia Morton (ur. 29 kwietnia 1987 w Gonzales w stanie Luizjana) – amerykańska aktorka i piosenkarka.

## Życiorys
Alicia Morton już w wieku 6 lat zagrała w sztuce Annie wystawianej w jej szkole w Baton Rouge. Gdy miała 7 lat, zagrała w sztuce Les Misérables na Broadwayu rolę Cosette. W roku 1988 pokonała około 3000 konkurentek, do roli Annie w filmie o tym samym tytule. W roku 2004 wystąpiła w filmie Droga po marzenia u boku Zaca Efrona. W horrorze o wampirach z 2006 roku pt. Pragnienie – zagrała Sarę – dziewczynę chorą na hemofilię.
W 2005 roku ukończyła liceum East Ascension High w swoim rodzinnym mieście.

## Filmografia
- Annie (1999) jako Annie
- The Big House (2001)
- Podróż Dodsona (2001) jako Maggie
- Droga po marzenia (2004) jako Jennifer
- Szkolny terror (2005) jako Tiffany
- Pragnienie (2006) jako Sara